# Spongiocarpella purpurea
Spongiocarpella purpurea là một loài thực vật có hoa trong họ Đậu. Loài này được (P.C.Li) Yakovlev miêu tả khoa học đầu tiên.